# SHOXX
『SHOXX』（ショックス）は、音楽専科社により発行されていたヴィジュアル系専門の音楽誌。X JAPANのアルバムBLUE BLOODに記載されていたスローガン「PSYCHEDELIC VIOLENCE CRIME OF VISUAL SHOCK」を参考に、「VISUAL & HARD SHOCK MAGAZINE」というコンセプトを大上段に掲げていた。音楽ソフトやライブイベントのプロデュースも積極的に行っていた。1990年10月創刊。「ヴィジュアル系」という言葉を定着させた雑誌でもある。毎月21日発売。

## 雑誌名の由来
はじめはSHOCKSだったが、それでは普通すぎるので、SHOXという雑誌名を思いつく。当時、海外アーティストはサインをする時、末尾にXXと書いていたのにインスパイアされ、語末のXを一文字足して「SHOXX」と命名した。

## 歴史
1990年の秋、武道館でX JAPANのライヴを観て衝撃を受けた星子は、彼らと似たようなアーティストを特集する雑誌を作る決心をする。当時、Viva Rock編集部で働いていた星子は、有名な海外アーティストとインタビューをこなす中で、虚無感を抱いており、自分でゼロから新しいものを作りたいと考えていたという。ヴィジュアル系バンドが一般に認知され始めた1990年10月に隔月誌として創刊される。編集部は星子誠一とアルバイトの2名により運営されていた。
1997年12月号(1997年10月21日発売　Vol.58)より月刊化。2016年9月20日、音楽専科社が事業停止し自己破産準備に入ったため、2016年9月21日発売のVol.285 2016年11月号をもって一旦廃刊した。
2017年2月14日、「SHOXX Special復刊準備号」がETMGから発売された。しかし、以降続報もなく、2018年3月13日現在で公式サイトも閉鎖されている。

## コーナー
- EXPECT RUSH
- SHOXX UP TO DATE
- SHOXX@WORLD
- ARTIST'S BOX
- ショッ君の早耳情報
- Mission in ポックン
- プレコンWORLD
- 大島暁美のロックンロール日記（2012年2月終了）
- 8ビートギャグ (終了)
- VISUAL & HARD SHOCK INVATION (終了)
- コテビジュ雅くん

### ARTIST'S BOX
「ミュージシャンが作るページ」としてミュージシャンによるコラムを掲載している。
- 連載中のコラム : 彩冷える・葵「ヒナタごっこ」  / 竹入隆行「麺は固め!!」 / Plastic Tree・長谷川正「うしろの正面」 / Mix Speaker's,Inc.・seek「seekの凡人水族園」 / Moran・Hitomi「瞳孔反射」 / リレー連載「夢のぐるぐる大回転」 / ムック・ミヤ「魔よけ」 / LM.C「YouTubeで検索してみた。」 / THE KIDDIE・佑聖「絶頂モンスターハイゲイン」 / ギルガメッシュ(girugämesh)「CRAZY CHAIN」 / heidi.「ハイジのアルプス日記」 / 己龍［鳴カヌナラ殺シテシマエホトトギス」 / MEJIBRAY・綴「連結方式」
- 連載終了したコラム：シド・マオ「ステキコラム。」 / アンティック-珈琲店-「ピーポ君は役立たず」/ ヴィドール「美×微dool?」 / D'espairsRay「マニアの覗き穴」/ 少女-ロリヰタ-23区「“KING”of the world!!」 / ドレミ團・マコト「月刊少年マコトピア」

## 主催イベント

### SHOCK WAVE
不定期開催。年2〜4回程度。

### SHOCK WAVE アポロ
毎月18日に高田馬場AREAで開催

## 企画CD

### SPEC
1. LOOP OF LIFE (LOOP ASH)
2. THROUGH ALL ETERNITY (Matina)
3. BEST (La'Mule)
4. CROSS GATE 2002 ～un Solitude～ (LOOP ASH vs Matina)
5. クラッシュ! ナイトメアチャンネル (ナイトメア)
6. SHOXX Valentine Premium Edition CD

## 通信販売
- VIRTUAL SHOP BELL (終了)
- 銀座よろず屋本店 仮想店舗『柿ノ元』

## 携帯サイト
- 音楽せんか?

## 編集スタッフ
- 発行人：荒井敏行
- 編集人：鈴木邦昭 (マラソンマン)
- 編集部：志田美沙子 / 荒澤純子
- 旧スタッフ： 星子誠一 / 遠藤直子 / 岩下麗華 / 佐々木貴章 / 後藤 渉 / 関根 功 / 高見 敦 etc.
- デザイナー：Bakery37.1 / T.O.MAMMOTH graphics / glitter glow / 中根淳一 / 石松経章 / 高山由香子 / 前之浜ゆうき etc.
- カメラマン：小松陽祐(ODD JOB) /  草刈雅之 / 外山繁(starmine) / 田中伸二 /菅沼剛弘 / 大屋美和 / 原サワエ /  小林和正(SHOXX専属) etc.
- ライター：長澤智典 / 大島暁美 / 荒川れいこ / 杉江由紀 / 村山 幸 / 武市尚子 / 土屋京輔 / 山本弘子 / 牧野りえ / 杉江優花 / 水谷エリ / 村上孝之 / 加藤祐介 etc.
- イラストレーター：むかいあぐる（ショックンデザイン） etc.
- 印刷：凸版印刷株式会社